# Évacuateur d'âme

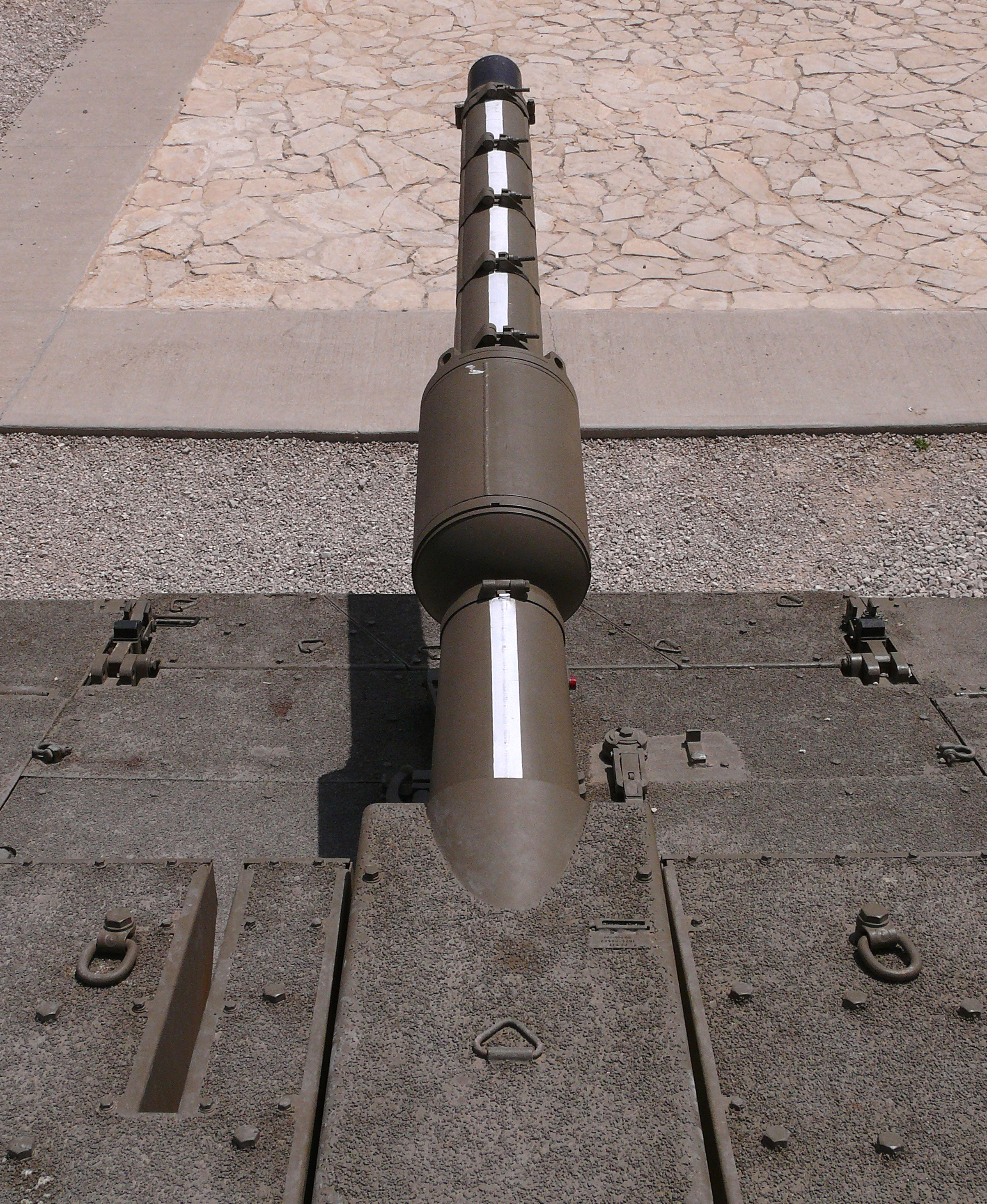
Évacuateur d’âme du canon MG251 LR d'un char de combat Merkava Mk. 4.

Une animation montrant comment fonctionne un évacuateur d’âme.

Un évacuateur d’âme ou évacuateur de fumée est un dispositif placé sur le canon des véhicules blindés pour limiter le refoulement des gaz toxiques (issu de la combustion de la poudre lors du tir) dans l'habitacle lors de l'ouverture de la culasse du canon. Les évacuateurs d’âme sont utilisés sur la plupart des chars de combat et les canons automoteurs modernes. En leur absence, une partie des gaz a tendance à être refoulée dans l'habitacle, ce qui peut sérieusement incommoder les équipages.

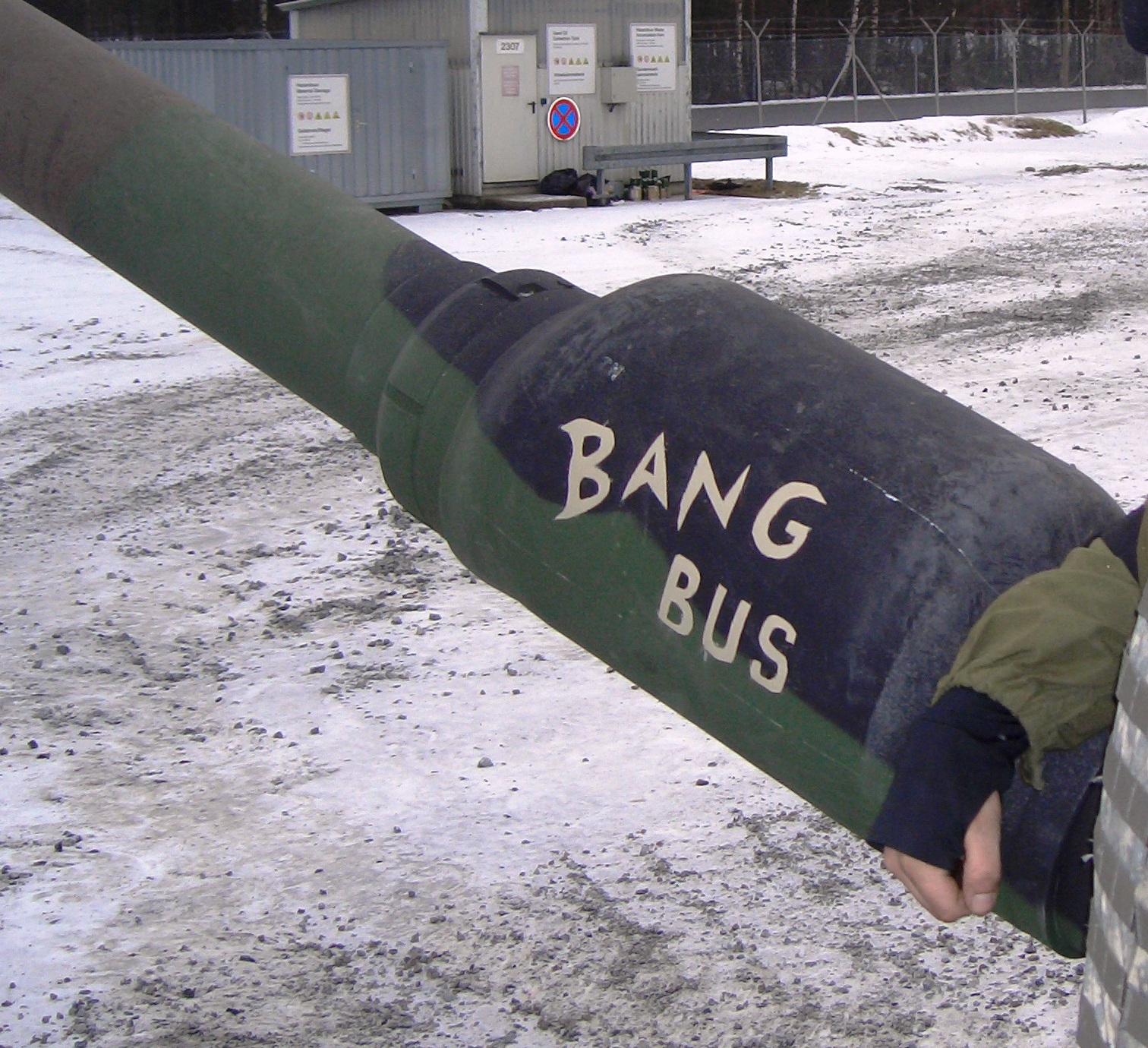
Gros plan sur l'évacuateur de fumée d'un char Abrams. Le nom de baptême du char y est écrit.

## Fonctionnement
Un évacuateur d’âme, simple réservoir cylindrique concentrique au tube, joue le même rôle : rempli de gaz dès le passage du projectile, il les éjecte dans l’âme vers l’avant.
L'évacuateur d’âme est un simple réservoir cylindrique concentrique au tube du canon. Au moment du tir, l'explosion de la charge propulsive produit une grande quantité de gaz brûlants à haute pression, qui poussent l'obus le long du canon. Lors du tir celui-ci se remplit de gaz dès le passage du projectile et les éjecte ensuite dans l'âme, vers l'avant. Les ouvertures de l'évacuateur d’âme sont orientées vers la bouche du canon, de telle sorte que la pression entraîne à la fois les gaz de propulsion et l'air frais qui rentre par la culasse ouverte.
Les premiers canons munis d'un évacuateur d’âme furent le 20-pounder britannique et le D-10TG soviétique au milieu des années 1950.

## Alternatives
Dès les années 1930, le canon de ABS 1929 de 75 mm armant le char de bataille B1 bis était équipé d'un système à air comprimé Luchard qui évacuait instantanément la fumée après le départ du coup.

Les essais effectués en France durant les années 1950 avec ce genre de dispositif ont montré que si l'évacuateur de fumée permettait d’accélérer le vidage de la partie avant de l’âme, il ne permettait pas d’aspirer toute la colonne de gaz jusqu’à la culasse avant ouverture de celle-ci.
 C’est pourquoi on a préféré en France choisir la solution qui consiste à refouler les gaz à travers le tube par l’arrière en soufflant de l’air sous pression dès l’ouverture de la culasse. 
Cette solution a été installée pour la première fois dans l’automoteur de 155 mm en tourelle sur châssis Batignolles (développé de 1953 à 1958).
Un système similaire, le CBSS (Closed Breech Scavenger System) fut utilisé sur les chars américains M551 Sheridan et M60A2. Le Leclerc tropicalisé émirien est également équipé d'un compresseur qui, via une canule, souffle de l'air comprimé dans le canon.